# Dniprovka, Kameanka-Dniprovska
Dniprovka (în ucraineană Дніпровка) este localitatea de reședință a comunei Dniprovka din raionul Kameanka-Dniprovska, regiunea Zaporijjea, Ucraina. În secolul al XIX-lea, satul făcea parte din volostul Dniprovka, uezdul Melitopol, guberniei Taurida.

## Demografie
Componența lingvistică a localității Dniprovka
     Rusă (78,59%)
     Ucraineană (20,51%)
     Alte limbi (0,42%)
Conform recensământului din 2001, majoritatea populației localității Dniprovka era vorbitoare de rusă (78,59%), existând în minoritate și vorbitori de ucraineană (20,51%).